# Swahili (kultur)
Se även swahili (olika betydelser)

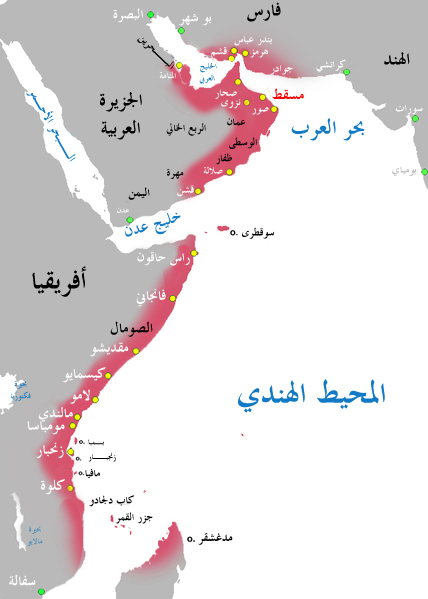
Sultanatet Muskat och Oman 1856, med besittningar.

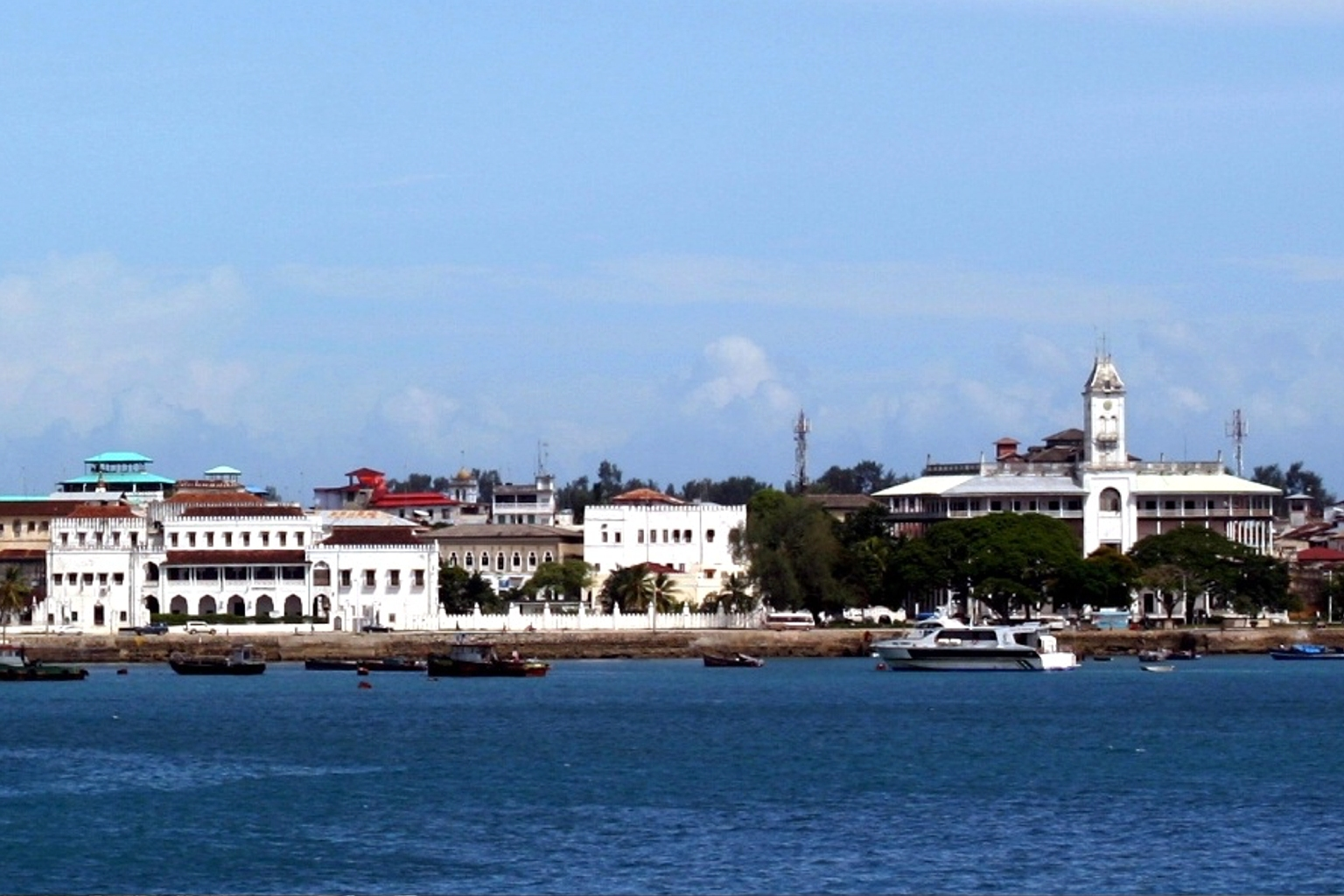
Gamla staden i Zanzibar med sultanpalatset.

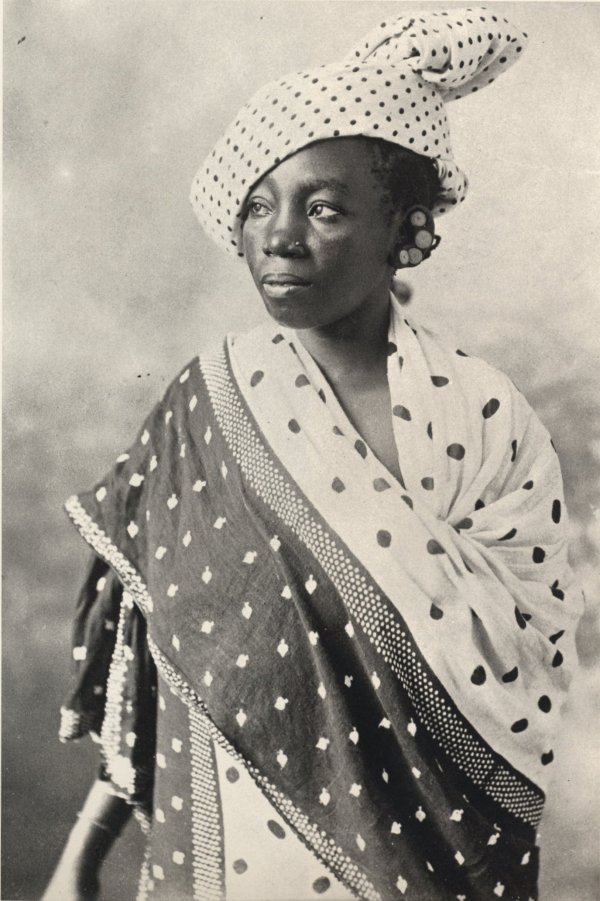
Kvinna på Zanzibar omkring 1890.

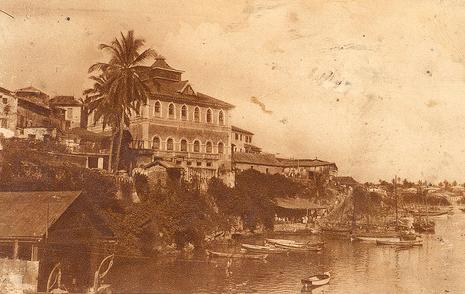
Mombasa vid 1900-talets början.

Swahilikulturen betecknar de gemensamma kulturyttringar som historiskt bundit samman sultanat och småriken längs den östafrikanska kusten. Swahilikulturen har framför allt varit utbredd i språket swahilis kärnområde, men har inte varit begränsad till etniska swahilier. Kulturen är resultatet av över tusen år av kulturutbyte mellan den östafrikanska bantukulturen och den arabiska kultursfären, men här finns också inslag från Persien, Indien och Europa.
Ekonomin på swahilikusten har varit byggd på handel. Swahilikulturen har varit en handels- och sjöfararkultur och inte minst en stadskultur som formats i små, ofta rika stadsstater. Stadsstaterna har varit kontaktytan mellan det afrikanska inlandet och Indiska oceanen.
Framstående sultanat och stadsstater på swahilikusten var bland annat Gede, Kilwa Kisiwani, Mombasa och Zanzibar.

## Historia

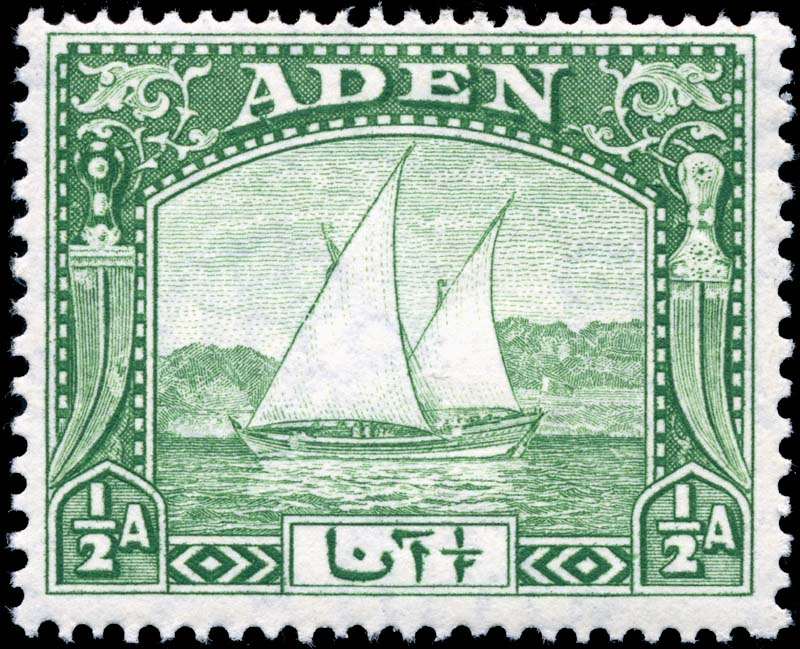
Tvåmastad dhow på ett frimärke från Aden, 1937.

De första bantubosättningarna på Östafrikas kust är från början av det första årtusendet. En östafrikansk kustkultur nämns i grekiska Periplus Maris Erythraei från första århundradet efter kristus.
Från 600-talet börjar arabiska handelsmän och migranter bosätta sig i samma område, vilket sår fröet till språket och kulturen swahili. Omkring 35 procent av vokabulären i swahili är arabiska lånord, vilket säger något om hur omfattande det arabiska inflytandet var. Så småningom uppstår de stadsstater som under medeltiden ska bli viktiga handelscentran i Indiska oceanen, så som Zanzibar och Mombasa.
De tidiga kontakterna med omvärlden var handelskontakter, där de mest långväga kontakterna var de kinesiska expeditioner som anlände under 1400-talet. Med olika typer av dhower, jahazi, baghlah, mtepe med flera handlade swahilistaterna med både arabiska halvön och Indien. De stora handelsfartygen, som användes en bra bit in på 1900-talet var goda undanvindsseglare, men kunde – till skillnad från de mindre varianter som användes och fortfarande används längs kusten – bara kryssa hjälpligt. Handeln följde därför monsunvindarna fram och tillbaka över Indiska oceanen.
På 1500-talet och 1600-talet började först Portugal och senare Oman försöka anlägga kolonier på swahilikusten. Vissa stadsstater, som Mombasa, bollades fram och tillbaka mellan kolonisatörerna, andra förblev mer eller mindre fria. Zanzibar, som tidvis stod under omansk överhöghet, gjorde också anspråk på att kontrollera delar av kusten.
När Tyskland och England lade Östafrika under sig i slutet av 1800-talet stod swahiliområdena för en av de större motståndskampanjerna, Maji Maji-upproret i Tyska Östafrika, som dock slogs ner på några år. Förutom kolonisationen blev slutet på den stora slavhandeln på Indiska oceanen också ett hårt slag för många swahilistater.

## Arkitektur

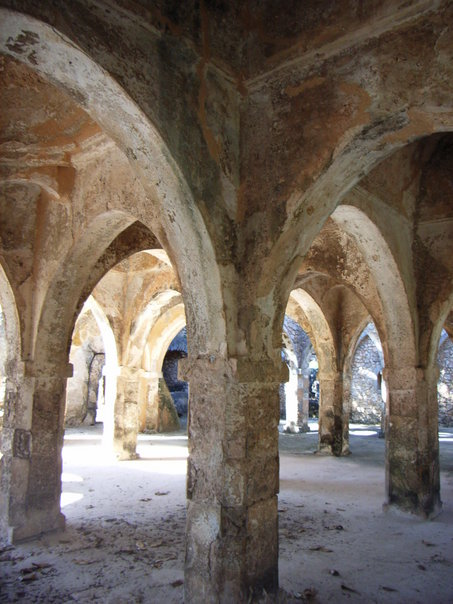
Stora moskén i Kilwa Kisiwani.

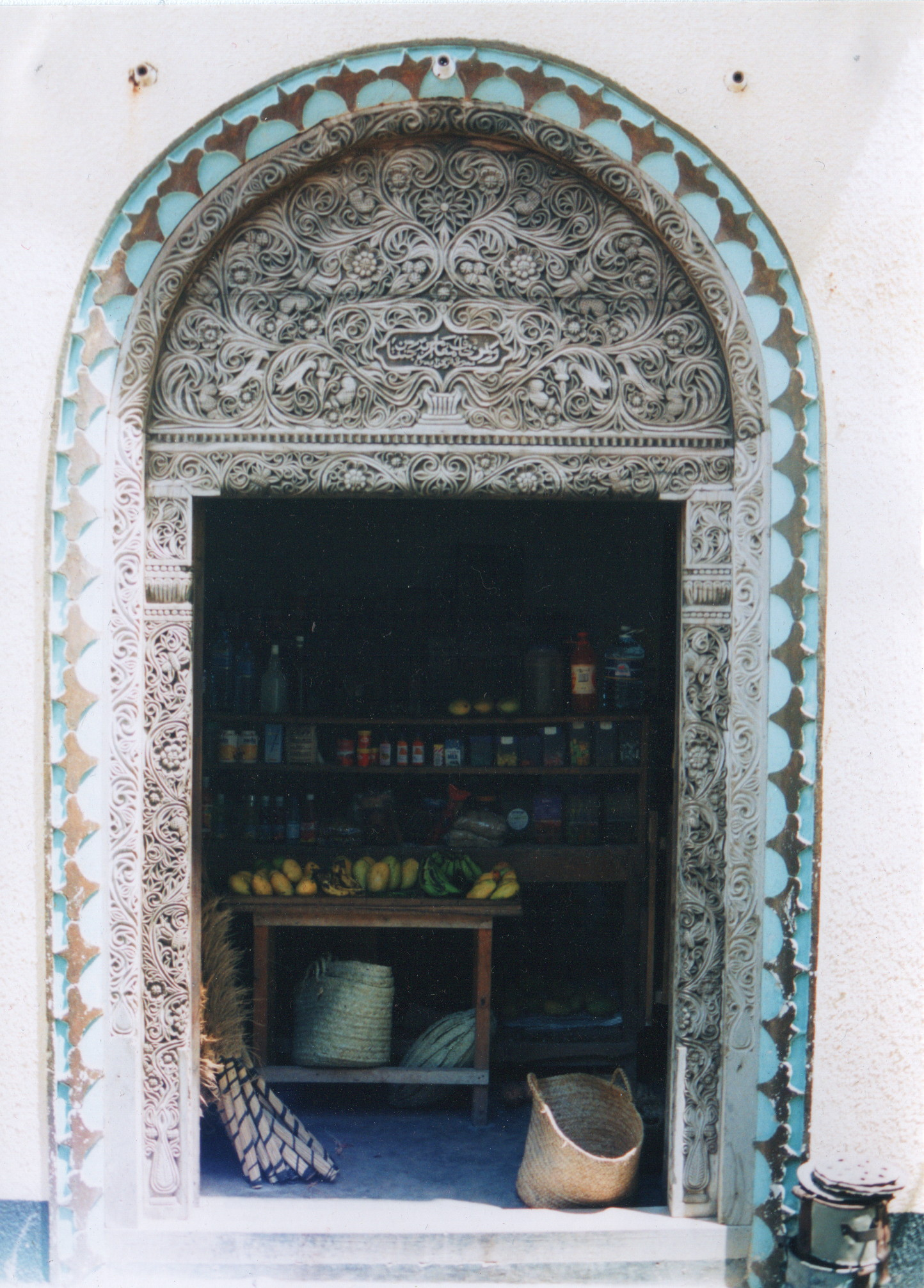
Swahilidörr på Lamu. Sirligt snidade dörrar finns längs hela swahilikusten, med olika regionala särdrag. I knutpunkter som Lamu och Zanzibar återfinns dörrar av alla regionala varianter.

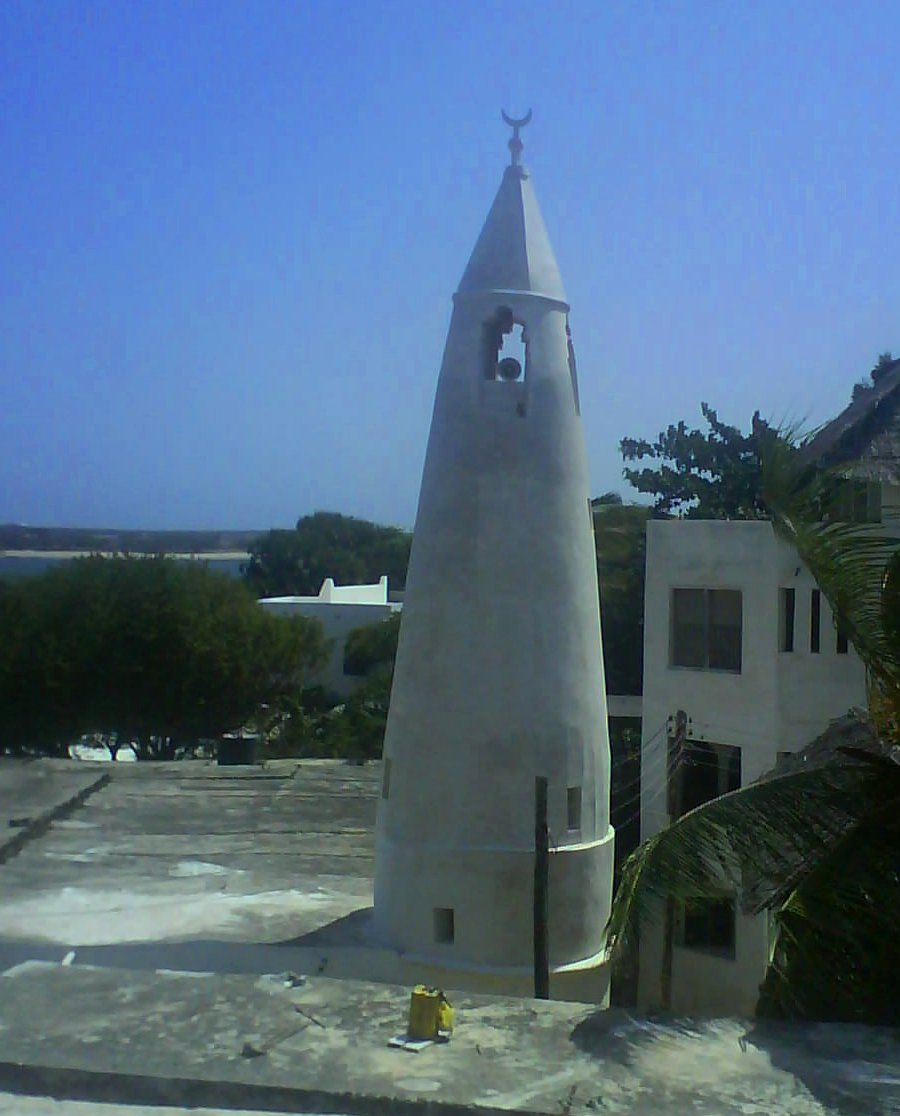
Fredagsmoskén i Shela på ön Lamu är ovanlig på norra delen av swahilikusten då den har en minaret.

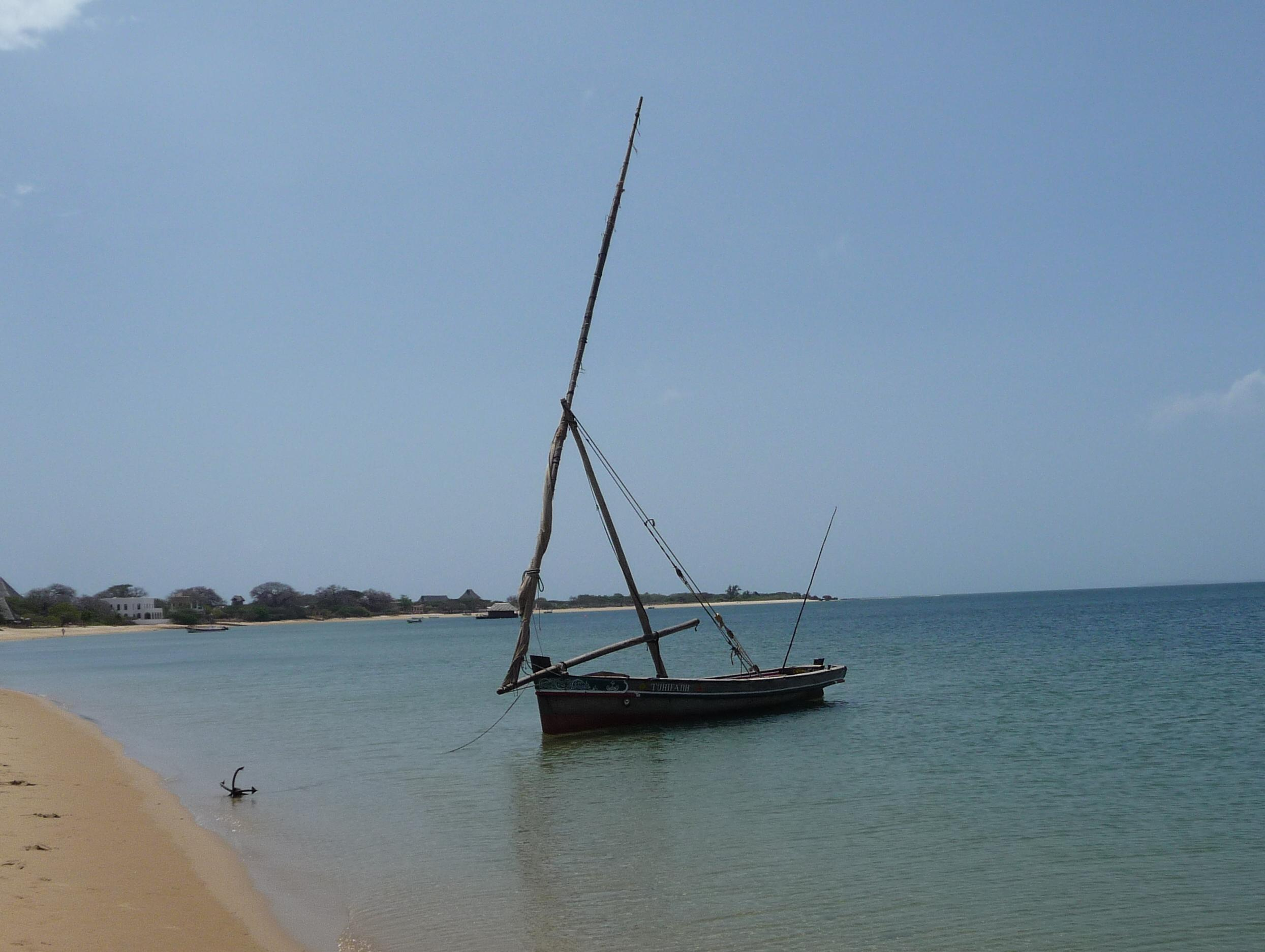
Kijahazi på Manda i Lamu arkipelag. Båttypen används för kustnära segling, på Indiska oceanen gick fartygstyper som jahazi och baghlah.

Handeln med kryddor, elfenben, guld och slavar gjorde många av småriken längs swahilikusten mycket rika, något som är tydligt i de arkitektoniska lämningarna i till exempel Gede och Kilwa Kisiwani och på Manda. I de gamla stadsdelarna i Zanzibar och Mombasa lever arkitekturen vidare.
Arkitekturen är tydligt arabiskinfluerad, och i tidigare europeiska beskrivningar antas att swahilistäderna byggts av araber. Det var underförstått att en afrikansk kultur inte skulle kunna åstadkomma en så utvecklad stil.
De sirligt utsnidade dörrarna är kännetecknande för alla kuststäder, där varje stad har sin distinkta stil.

## Kläder
Det mest kända klädesplagget från swahilikusten är troligen kangan, ett slags sarong som blivit populär över hela Östafrika. Det är ett färggrant, fyrkantigt tygstycke som kan användas som kjol, huvudduk, bärsele, etc. Längs ena långsidan finns en text, ofta ett talesätt. Kangan är dock en relativt ny uppfinning, inspirerad av portugisiska näsdukar. Bruket att trycka talesätt på dem är från 1900-talets början.
Kitenge och kikoi är andra sarongliknande plagg, där den sistnämnda bärs av män.

## Swahiliriken
Listan innehåller några av de mest kända rikena på swahilikusten, från norr till söder
- Gede
- Manda
- Pate
- Lamu
- Kilwa Kisiwani
- Malindi
- Mombasa
- Pemba
- Zanzibar
- Sofala